# Герман Гот
Герман Гот (нім. Hermann Hoth; нар. 12 квітня 1885, Нойруппін — пом. 25 січня 1971, Гослар) — німецький воєначальник часів Другої світової війни, генерал-полковник Вермахту, воєнний злочинець. Командував 3-ю танковою армією в складі групи армій «Центр» (із червня 1941 по червень 1942) і 4-ю танковою армією (із червня 1942 по квітень 1945). Один з 160 кавалерів Лицарського хреста Залізного хреста з дубовим листям та мечами. У відставці — військовий мемуарист.
Вважається одним із найталановитіших німецьких командувачів танковими військами. Під час Польської та Французької кампаній командував 15-м армійським корпусом. На початку війни проти Радянського Союзу очолив 3-ю танкову армію, разом із якою брав участь у битві за Москву, після поразки у якій став єдиний серед командувачів трьома танковими арміями, який залишився в строю.

## Біографія

### Ранні роки
Герман Гот народився 12 квітня 1885 року Нойруппіні, що в Пруссії у сім'ї штабного офіцера-хірурга. Виріс у місті Деммін, де відвідував гімназію у період із 1894 до 1896 року. У 1896-1904 роках навчався в кадетському корпусі в Потсдамі та Королівській прусській військовій академії.
Військову службу Гот почав 27 лютого 1904 року в 72-му піхотному полку. У 1910-1913 роках навчався у Прусському штабному коледжі. У 1913 році став батьком. З квітня 1914 року почав працювати в Генеральному штабі.
Гот провів майже всю Першу світову війну, працюючи в штабах різних армій. У серпні 1914 року його було направлено в штаб   8-ї армії на Східний фронт. Саме тоді Герман став свідком російського вторгнення до Східної Пруссії, що справило на нього глибоке враження, адже Гот побачив на власні очі ту жорстокість та безжальність, з якою воювали російські війська. Тоді ж Гот служив під безпосереднім командуванням генерал-фельдмаршала Пауля фон Гінденбурга, щиро захоплювався останнім.
У 1915 році Гота перевели до штабу 10-ї армії. У 1916 році протягом місяця командував піхотним батальйоном. З жовтня 1916 по серпень 1918 року працював у штабі військово-повітряних сил. З серпня 1918 року — начальник оперативного відділу штабу 30-ї піхотної дивізії. За бойові заслуги відзначений численними нагородами, серед яких і Залізний хрест 1-о та 2-о ступенів.

### Міжвоєнний період
У 1919 році Гот командував ротою в добровільному корпусі генерала Меркера, який боровся з німецькими більшовиками. З кінця грудня 1919 року — на службі в Рейхсвері. У 1920 році — командир піхотної роти, в грудні 1920 року направлений у військове міністерство. У 1923-1925 роках — начальник оперативного відділу штабу 2-го військового округу, потім знову в міністерстві оборони. 1924 року отримав звання майора. У 1929-1930 роках — командир піхотного батальйону, підполковник.
У 1930-1932 роках — начальник оперативного відділу штабу 1-го військового округу (Берлін). 1 лютого 1932 року йому присвоєно звання полковника. З 1 жовтня 1932 року до 31 липня 1933 року — командир 17-го піхотного полку. Потім на штабних і командних посадах в 3-му військовому окрузі. 1 жовтня 1934 року отримав звання генерал-майора. З 15 жовтня 1935 по 1 квітня 1938 року — командир 18-ї піхотної дивізії.

## Політичні погляди
У 1920-х роках Гот мало цікавився нацистською партією і навіть вважав її діяльність руйнівною для Німеччини.
Його погляди змінилися після федеральних виборів до Райхстагу 1930 року, коли нацистська партія здобула 107 місць та стала другою за впливом політичною силою. Гот почав прихильно ставитися до ідей та амбіцій Гітлера, захоплювався увагою нацистів до звичайних громадян. Він був одним з офіцерів, які найбільш прихильно поставилися до захоплення влади Гітлером, вважав це шансом відродити боєздатну армію.
Гот загалом був прихильником цілей та досягнень НСДАП, хоча й висловлював деяку стурбованість з приводу ліквідації німецьких євреїв. Проте, урешті-решт, він дійшов висновку, що доля євреїв менш важлива, ніж боротьба з комунізмом у Німеччині та відновлення іміджу країни у міжнародних відносинах. Гот також ніяк не протестував проти вторгнення до СРСР, вважаючи, що головною причиною цього стала не агресивна політика Рейху, а домінування ідеологію комунізму та більшовизму всередині Союзу.
Під час війни в СРСР Гот активно сприяв виконанню наказу Гітлера, згідно з яким політичних комісарів Червоної армії потрібно було вбивати одразу після взяття останніх у полон. Крім того, генерал наказував розстрілювати червоноармійців, євреїв та цивільних, яких підозрювали у взаємодії з партизанами. Гот знав про Голокост, проте не намагався йому протидіяти, наказував реквізувати продовольчі запаси, що сприяло початку голоду на окремих окупованих територіях.
Одночасно з цим, Гот інколи насмілювався змінювати зміст найбільш жорстоких наказів Верховного головнокомандування. Генерал вимагав у своїх солдатів ставитися з повагою до України та проявляти доброзичливість до українців, вважаючи, що вони стануть частиною майбутнього нового порядку в Європі.

## Друга світова війна

### Польська та Французька кампанії
10 жовтня 1938 року Гот очолив 15-й армійський корпус. 1 листопада 1938 року Готу присвоєно звання генерала від інфантерії.
Брав разом зі своїм корпусом участь у Польській кампанії, у якій протягом перших трьох днів розбив три польські дивізії та прорвався до Кельці, яке було важливим промисловим центром. Пізніше сили Гота переслідували армію Шилінга аж до моменту її повного знищення. Протягом кампанії Гот проявив себе як хоробрий та завзятий командир, отримав Лицарський хрест Залізного хреста. З одного боку, вважалося, що 15-й корпус зміг показати доволі хороший результат у процесі німецького вторгнення, проте це супроводжувалося доволі великими втратами.
Гот продовжував командувати 15-м корпусом під час Французької кампанії 1940 року. Сили Гота перейшли Арденни, після чого їм було наказано захопити переправи через річку Маас біля Дінана. Скориставшись поганою організацією французьких військ, Гот 12-13 травня закріпився на двох плацдармах через річку. 14-15 травня 15-й корпус зміг прорватися через оборону 102-ї дивізії та організувати наступ на фланг 9-ї армії французів. Біля Мобежа французька армія здійснила декілька спроб контратакувати, проте не змогла завадити просуванню Гота. Вже 21 травня було взято Аррас, 27 травня 15-й корпус прорвав оборону британських сил біля Ля-Басе, що допомогло головним силам німців оточити 1-у армію біля Лілля.
6-7 червня 1940 року сили Гота прорвали французьку оборону в районі Ерена та Форж-лез-О, розділивши 10-у французьку армію на дві частини. Внаслідок цього успіху вдалося взяти Руан та оточити великі сили британської армії.
Пізніше 15-й корпус прорвав оборону французів у районі Сени.
19 липня 1940 року Герман Гот отримав звання генерал-полковника.

### «Операція Барбаросса»

#### Початок війни
На початку Німецько-радянської війни Гот командував 3-ю танковою армією в складі  групи армій «Центр». Спершу Готу вдавалося діяти доволі успішно, зламуючи оборону радянських військ. Тому фон Бок надав Герману повну свободу дій, щоб той міг діяти вільніше та приймати самостійні рішення швидше. Разом із Гудеріаном Гот зміг оточити Мінськ. Він вимагав дозволу рухатися вглиб ворожої території, а не стояти на місці в очікуванні повного взяття міста, але отримав відмову в ОКВ. 

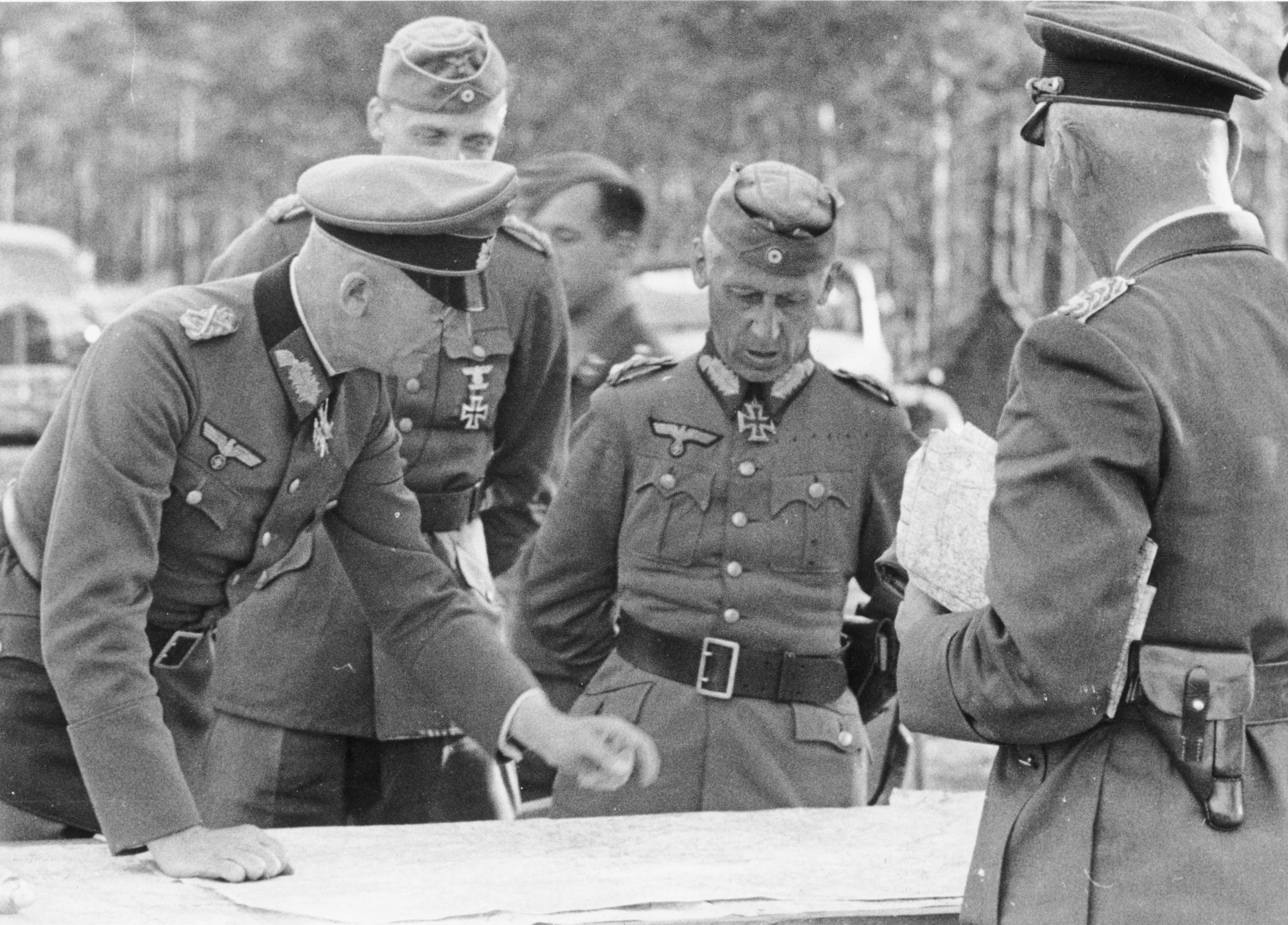
Федор фон Бок, Герман Гот та Вольфрам фон Ріхтгофен на Східному фронті

Разом із 2-ю танковою армією Гот рухався до Смоленська. Разом вони випередили свої лінії постачання, проте змогли продовжити наступ, скориставшись припасами, знайденими в радянських складах. Тут Гот розділив свої війська на дві частини та 3-4 липня захопив важливі переправи через річку Західна Двіна. Надалі його танкова група продовжувала наступати між Західною Двіною та Дніпром, захопивши Вітебськ. Такі дії генерала дозволили оточити три радянські армії.
У середині липня 1941 року 3-тя танкова армія перейшла у підпорядкування групі армій «Північ», повинна була зміцнити фланги та захопити Великі Луки. Це було частиною операції із захоплення Ленінграда. Проте 20 липня війська Гота були відкинуті внаслідок прориву Червоною Армією німецької лінії фронту. На початку серпня Гітлер наказав призупинити наступ на Брянськ та вдарити південніше, попри заперечення багатьох провідних німецьких офіцерів, у тому числі й Гота, який виступав за продовження прямого наступу на Москву. У серпні війська Гота зіткнулися з новою невдачею через значні втрати та розпорошення зусиль. Зіткнувшись зі значно підсиленою радянською 19-ю армією, він завдав удару 7-й танковій дивізії без підтримки піхоти, що призвело до відбиття даної атаки. До вересня постійні бої сильно виснажили сили Гота, оскільки у складі 3-ї танкової армії залишилося лише 250 танків із понад 600, якими Гота укомплектували на початку війни.

#### Битва за Москву
На початку операції «Тайфун» 3-тя танкова армія досягла значних успіхів, хоча її просування й було сповільнене ударами радянської авіації та виснаженням окремих підрозділів. Сили Гота та 9-та армія успішно захопили два мости через Дніпро на схід від Холма-Жирковського і були лише за 60 кілометрів від Вязьми, коли їх 3 жовтня зупинили контратаками радянських військ за наказом генерала Івана Конєва. Великі втрати та вичерпання запасів палива зупинили 3-ю танкову армію до 6 жовтня, коли Гот нарешті зміг відновити наступ і разом з Еріхом Гепнером замкнути коло навколо радянських військ. Пізніше Гота перенаправили на північ, щоб захопити Ржев і Калінін, хоча це фактично вивело його з битви за Москву. Гітлер вважав, що фатальний удар Червоній армії вже завдано під Вязьмою і сили Гота більше не потрібні для перемоги у під Москвою.

#### Командування 17-ю армією
9 жовтня 1941 року Гот був призначений командувачем 17-ю армією. Попередній командувач цієї армії, Карл-Генріх фон Штюльпнагель, був відправлений у відставку за боягузтво. Призначення Гота, з точки зору Гітлера, мало б підсилити бойовий дух армії. Особливу увагу фюрер також приділив оцінці фон Лееба щодо дій Гота, якого генерал-фельдмаршал розцінював як розумного, цілеспрямованого і загалом придатного до командування відповідною армією. Сам же Гот просив залишити його на посаді командувача 3-ю танковою армією, але безрезультатно.
Прийнявши командування 17-ю армією, Гот наказав наступати на Лозову. Зайняти її вдалося після двох днів важких боїв. Потім він розділив армію на дві частини, щоб одночасно атакувати і Ізюм, і Сталіно. Проте просування німців сповільнилося через погану погоду та повсюдне руйнування інфраструктури, що змусило Гітлера наказати зосередитися на Харкові. 17-а армія також повинна була брати участь у цій операції, тим самим вона розділилася вже на три частини. На сході 17-а армія також зустріла сильний опір, оскільки Червона армія мобілізувала близько 150 000 робітників для допомоги в обороні Донбасу. І, хоча 17-та армія зрештою захопила більшу частину середнього Дону, її просування було повільним і важким. Урешті-решт, Гот виступив за призупинення наступальних операцій через матеріально-технічні проблеми та виснаження своїх військ.
На початку січня 1942 року Гот став виконувачем обов'язків командувача всією групою армій «Південь», якраз перед початком радянських зимових наступальних дій. У Барвінково-Лозовській наступальній операції Червона Армія успішно відкинула 17-ту армію і створила виступ на німецькій лінії фронту навколо Ізюма. Прохання Гота щодо відступу були відхилені фон Боком, який став новим командувачем групою армій «Південь». Оскільки до 25 січня радянські військові значно розширили Ізюмський плацдарм, Гот сказав фон Боку, що 17-та армія повинна зосередитися на обороні Дніпропетровська і що у німецьких солдатів залишаються лише два варіанти: відступити або зміцнити оборону з допомогою перекидання військ з інших районів. Фон Бок наказав йому залишатися на місці до прибуття резервів. Після цього фон Бок вирішив тимчасово передати керівництво 17-ю армією Евальду фон Кляйсту. Гот проти цього не заперечував. Незважаючи на те, що його тимчасово замінили, він уникнув звільнення та допоміг стабілізувати південну лінію фронту після того, як німці втратили Ростов-на-Дону.

#### 4-а танкова армія та Сталінград
У другій битві під Харковом у травні 1942 року Гот спочатку очолював 17-ту армію, але 15 травня 1942 року прийняв командування 4-ю танковою армією від генерала Ріхарда Руоффа. Під час літнього наступу Німеччини на півдні Радянського Союзу Гот продемонстрував свій талант полководця. Під його керівництвом 4-та танкова армія спочатку прорвала радянські лінії оборони Брянського фронту 28 червня 1942 року, швидко просуваючись уперед попри всі контратаки радянських військ. Армія вийшла до Дону і до          5 липня взяла Вороніж. Проте в місті залишалися значні осередки опору, однак Гітлер наказав Готу продовжувати наступ. Радянські війська з допомогою цього змогли розпочати контрнаступ із метою відвоювання Воронежа. 4-та танкова армія не була належним чином підсилена, але Гот все ж зміг організувати ефективну оборону. До 15 липня радянський контрнаступ було відбито, і 4-та танкова армія знову відновила наступальні дії. Згодом Гітлер перенаправив Гота та його сили на підтримку групі армій «А» на Донбасі, незважаючи на початкові плани самого генерала, за якими 4-та танкова армія мала продовжити здійснення прямого наступу на Сталінград. 

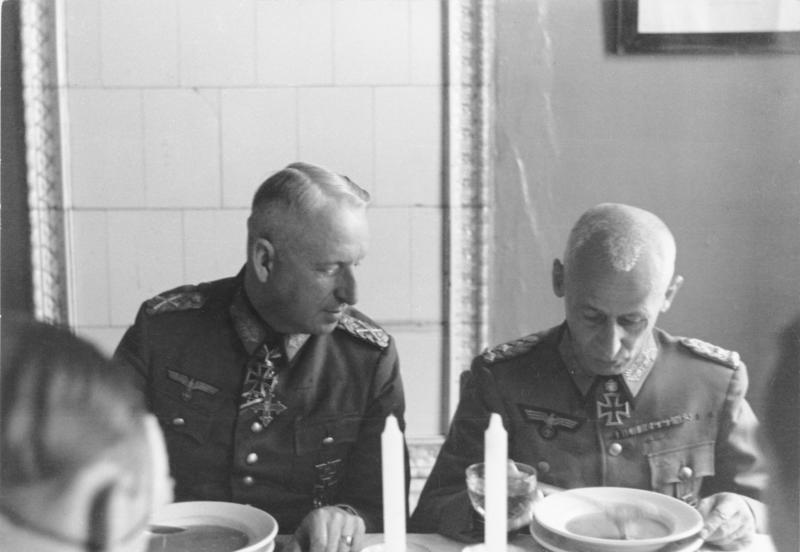
Герман Гот та Еріх фон Манштейн, 1943 рік

Хоча 4-та танкова армія мала брак пального, її дії на Донбасі спершу мали доволі великий успіх. Сили Гота та 1-ї танкової армії змогли оточити п'ять радянських армій на захід від Міллерово, але осередок втримати не вдалося, і більша частина радянських сил все ж змогла вирватися з оточення. Проте таке перенаправлення сил Гота спричинило сповільнення атаки німецьких військ на Сталінград. Тоді ж Гітлер наказав перекинути більшу частину сил Гота назад, щоб допомогти 6-й армії захопити Сталінград, залишивши у складі 4-ї танкової армії лише два корпуси та деякі сили підтримки. 31 липня решту з'єднань 4-ї танкової армії, що залишилася, також перекинули до Сталінграда. Подібні реорганізації була погано сприйняті солдатами самої 4-ї танкової армії. Зі свого боку ж Гот відреагував на зміну першопочаткових планів розробкою операції з оточення Сталінграда.
До 12 листопада Гот помітив, що Червона армія скупчує сили навпроти 4-ї танкової армії. 19 листопада 1942 року великою атакою на румунську 3-ю армію на півночі почалася радянська операція «Уран». Румуни невдовзі були розбиті. Німці почали перекидати сили з півдня, щоб посилити свій лівий фланг, що руйнувався. Це змусили ще більше відкрити південний фланг. Згодом Червона Армія атакувала саме його і саме тоді, коли Гот намагався організувати оборону. Навіть його власний штаб опинився під загрозою. 4-та танкова армія була змушена відійти. Оскільки радянські війська наступали й загрожували оточити 6-ту армію, Готу було наказано допомагати Паулюсу в утриманні залізничних ліній. Однак наприкінці листопада 6-та армія була оточена в Сталінграді, як і половина 4-ї танкової армії Гота.
За межами кільця залишок 4-ї танкової армії та румунські 6-й і 7-й корпуси намагалися уповільнити просування Червоної армії на північ від Котельниково. Згодом Гот розробив план операції під назвою «Зимова буря», і представив його 3 грудня 1942 року. Однак він не отримав 17-ту танкову дивізію для доукомплектування свого ударного угруповання вчасно. Армія Гота була затримана під Верхнєкумським до 15 грудня, що дозволило радянській 2-й гвардійській армії зміцнити свої позиції біля річки Мишкова та підготуватися до операції «Малий Сатурн». 16 грудня три радянські армії розпочали операцію «Малий Сатурн», загрожуючи флангу групи армій «Дон», яка намагалася звільнити з кільця 6-у армію, і зупинивши 4-ту танкову армію. До 25 грудня операція «Зимова буря» провалилася. Відтак, фон Манштейн, який керував даною операцією, наказав Готу припинити спроби прориву. Натомість його було направлено допомагати зміцнювати німецьку оборону, оскільки радянська операція «Малий Сатурн» загрожувала тилу групи армій «Дон». Проте 4-та танкова армія вже не була в змозі прикрити значну ділянку фронту.

#### Третя битва за Харків
18 лютого 1943 року Гот передав командування своїми військами Карлу-Адольфу Голлідту. Потім він зустрівся з фон Манштейном у Дніпропетровську, де йому повідомили, що 4-та танкова армія доукомплектовується. Тепер вона складалася з двох танкових корпусів, двох танкових дивізій, двох піхотних дивізій і підрозділів Ваффен-СС, включаючи 2-й танковий корпус СС, дивізії Das Reich і Totenkopf. Під його командуванням ці сили отримали завдання зупинити радянську 1-шу гвардійську та 6-ту армії, що розміщувалися на схід від Дніпропетровська, та відкинути їх за річку Самару. Ця операція була частиною третьої битви за Харків. Нещодавно відновлена 4-та танкова армія розпочала наступ        21 лютого 1943 року. Німецькі війська змогли відрізати радянські рухливі передові частини та продовжили рух на північ.
Гот почав наступ на Харків 28 лютого. Уже на початку березня німецькі частини зустрілися із загрозою у вигляді ранніх відлиг, проте Гот і фон Манштейн вирішили, що 4-та танкова армія повинна продовжувати наступальні дії. 15 березня німці відбили Харків, а 18 березня — Бєлгород. Виснаження як частин Вермахту, так і Червоної Армії в поєднанні з втратою мобільності через настання весняного бездоріжжя призвели до припинення операцій вже до середини березня. Контрнаступ Гота зміг прорвати окремі ділянки радянської лінії фронту та створити виступ на південь від Курська, звідки в липні 1943 року почалася операція «Цитадель».

#### Операція «Цитадель»
У липні 1943 року Гот командував 4-ю танковою армією в Курській битві у складі групи армій «Південь». На той момент Гот вважався чи не найдосвідченішим командиром танкових військ Вермахту. Однак, в міру неодноразового відкладання операції, Гот усе більше впадав у депресію та песимістично оцінював шанси Вермахту на успіх, наближаючись до емоційного вигорання.
Коли почалася операція «Цитадель», дивізії Гота, посилені 2-м танковим корпусом СС під командуванням Пауля Гауссера, прорвали кілька радянських ліній оборони, перш ніж їх зупинили під Прохорівкою. Частково це стало результатом того, що Гот вагався щодо питання чи варто продовжувати наступ, оскільки його флангам загрожували радянські війська, тоді як сили Кемпфа, разом із яким і діяв Герман, не могли прийти на допомогу. Загалом же Курська битва стала катастрофою для німецької армії.

#### Подальші події
Після Курська Червона Армія здійснила серію успішних наступальних операцій та перейшла через Дніпро. Гот не зміг знищити радянські плацдарми.
У вересні 1943 року армія Гота була розбита частинами Червоної Армії і не змогла втримати лінію фронту навіть при відступі. Армія з великими втратами форсувала Дніпро на південь і північ від Києва. Незважаючи на ці невдачі, Гот отримав дубове листя та мечі до Лицарського хреста за стратегічний відхід і оборону на Дніпрі. У листопаді Червона армія прорвала оборону Гота, що стало наслідком несподіваного наступу, у результаті чого радянські частини захопили Київ і остаточно витіснило німців зі сходу України.
У листопаді 1943 року Гот був відправлений у відпустку. Офіційно же його звільнили від командування 10 грудня 1943 року.
Гота повернули до командування у квітні 1945 року. Він був призначений командувачем Заале і отримав наказ захищати район Лейпцига, поки 12-та армія знову не стане боєздатною. Він організував оборонну лінію на Мульде та Ельбі, чинив певний опір наступаючим силам союзників до того, як його війська зламали. Після цього він служив командувачем частин у районі Рудних гір, перш ніж здатися американським військам 7 травня 1945 року.

## Нюрнберзький процес
28 листопада 1947 року почався процес проти Гота та інших посадовців німецького Верховного головнокомандування. Самому Герману звинувачення висувалися по всіх пунктах (злочини проти миру шляхом планування та ведення агресивної війни з порушенням міжнародних договорів та угод, воєнні злочини (включаючи відповідальність за жорстоке поводження з військовополоненими та їх убивства), злочини проти людяності, участь в організаціях з формування та виконання планів з метою скоєння вищезгаданих злочинів). Генерала виправдали по першому та четвертому пунктах, проте засудили по другому та четвертому за розстріли військовополонених, знищення цивільних, яких підозрювали у взаємодії з партизанами, та євреїв.
27 жовтня 1948 року було винесено вирок для Гота: 15 років ув'язнення. 1951 року цей вирок переглянули, проте залишили без змін. У квітні 1954 року генерала звільнили умовно-достроково.
Після звільнення він оселився в Госларі, де провів решту свого життя. У 1956 році написав свою найвідомішу книгу «Танкові операції». Помер у Госларі 25 січня 1971 року.

## Нагороди
Військова кар'єра
- 27 лютого 1904 — фенріх
- 27 січня 1905 — лейтенант
- 19 червня 1912 — обер-лейтенант
- 8 листопада 1914 — гауптман
- 1 січня 1924 — майор
- 1 лютого 1929 — оберст-лейтенант
- 1 лютого 1932 — оберст
- 1 жовтня 1934 — генерал-майор
- 1 жовтня 1936 — генерал-лейтенант
- 1 листопада 1938 — генерал від інфантерії
- 19 липня 1940 — генерал-полковник

### Перша світова війна
- Залізний хрест
  - 2-го класу (20 вересня 1914)
  - 1-го класу (2 серпня 1915)
- Військовий хрест «За заслуги» (Баварія) 2-го класу
- Хрест «За військові заслуги» (Австро-Угорщина) 3-го класу з мечами
- Військова медаль (Османська імперія)
- Ганзейський Хрест (Гамбург)
- Орден «За військові заслуги» (Болгарія) 4-го класу
- Королівський орден дому Гогенцоллернів, лицарський хрест з мечами (16 серпня 1918)
- Почесний хрест ветерана війни з мечами
- Медаль «За вислугу років у Вермахті» 4-го, 3-го, 2-го і 1-го класу (25 років)
- Застібка до Залізного хреста
  - 2-го класу (21 вересня 1939)
  - 1-го класу (27 вересня 1939)
- Лицарський хрест Залізного хреста з дубовим листям і мечами
  - Лицарський хрест (№6; 27 жовтня 1939)
  - Дубове листя (№25; 17 липня 1941)
  - Мечі (№35; 15 вересня 1943)
- Нагрудний знак «За танкову атаку» в сріблі
- Нагрудний знак «За поранення» в чорному
- Медаль «За зимову кампанію на Сході 1941/42»
- Орден Михая Хороброго 3-го класу (Румунське королівство) (6 листопада 1942)
- 5 разів відзначений у Вермахтберіхт